# Nidchei Israel-synagoge
De Nidchei Israel-synagoge (Hebreeuws: בית הכנסת נידחי ישראל; Beit HaKnesset Nidchei Jisrael), in de volksmond Sinagoga Histórica Justo Sierra 71 genoemd (naar het adres), is een Asjkenazische synagoge in Mexico-Stad, Mexico
In 1941, ten tijde van de Tweede Wereldoorlog, werd de synagoge gebouwd voor orthodox-joodse immigranten uit Polen, Rusland en Litouwen. Het was daarmee de tweede Asjkenazische synagoge in Mexico-Stad. Het heeft een gevel in typische neokoloniale stijl. Voor de aron hakodesj liet de architect zich inspireren door de Shavel-synagoge in Šiauliai, Litouwen.
Tot het midden van de jaren 60 van de 20e eeuw functioneerde de synagoge als een plek voor ceremonies, studie, feesten en gemeenschapswerk. Het was voor drie decennia gesloten tot het in december 2009 werd heropend. Sinds de voltooiing van verschillende renovaties worden er - naast diensten - eveneens tentoonstellingen gehouden over de geschiedenis en cultuur van het jodendom. Het gebouw dient zodoende zowel als synagoge als culturele instelling van de Joodse gemeenschap in het historische centrum van de stad.

## Galerij

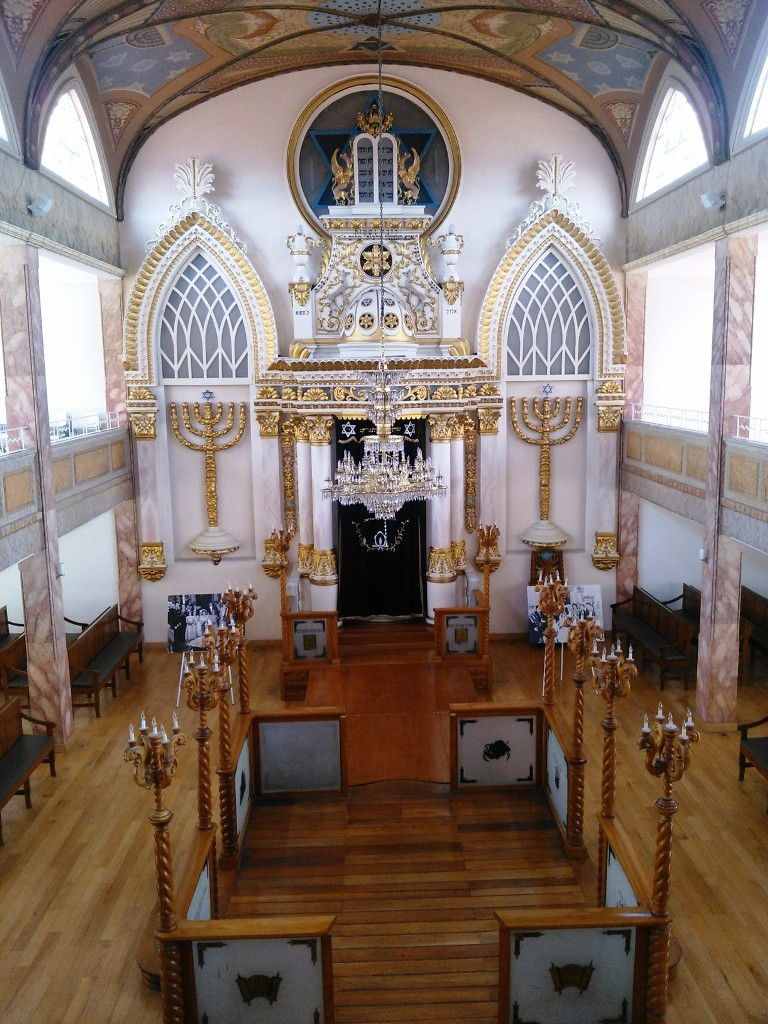
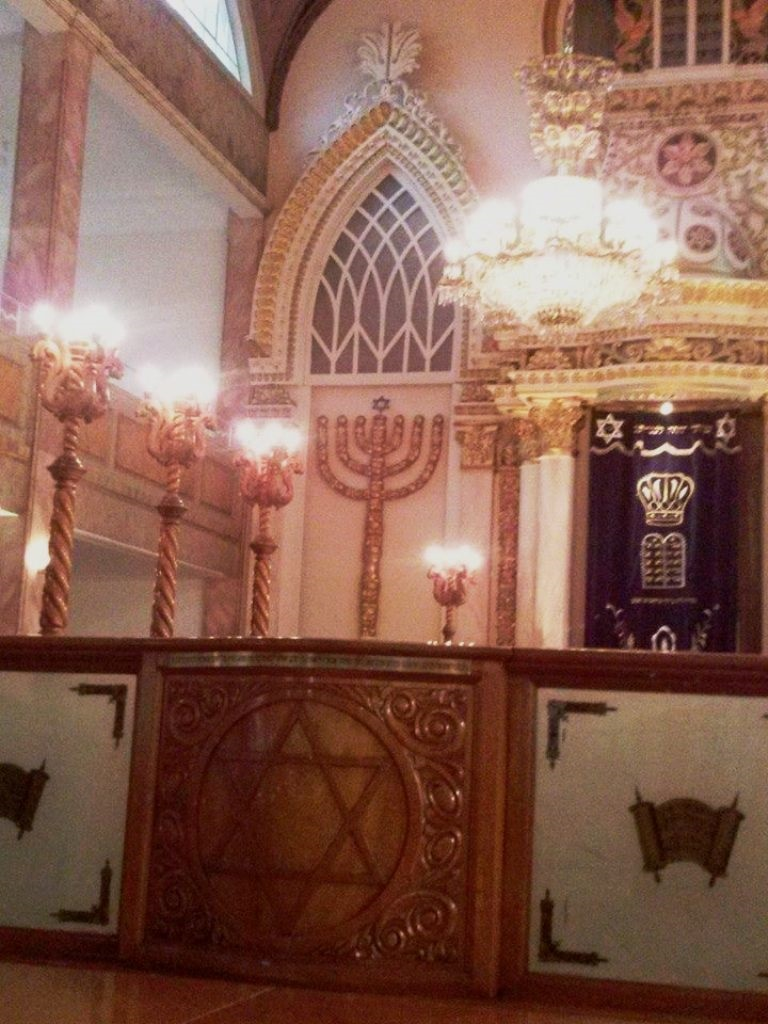